# Klaus Dinger
Pour les articles homonymes, voir Dinger.
 (août 2016).
Si vous disposez d'ouvrages ou d'articles de référence ou si vous connaissez des sites web de qualité traitant du thème abordé ici, merci de compléter l'article en donnant les références utiles à sa vérifiabilité et en les liant à la section « Notes et références ».
Klaus Dinger, né le 24 mars 1946 à Warburg et mort le 21 mars 2008 à Düsseldorf, est un auteur-compositeur allemand, membre du groupe Neu!, emblématique du mouvement « krautrock ».

## Biographie
Klaus Dinger rejoint Kraftwerk aux débuts du groupe en 1970 et participe au premier album avec Ralf Hütter et Florian Schneider. Il apparaît notamment sur scène et joue dans l'émission télévisée Beat-Club (en) en 1971 en compagnie de Michael Rother et de Florian Schneider. En l'absence de Ralf Hütter qui se concentre momentanément sur ses études d'architecture, il s'agit du seul enregistrement connu de cette configuration inédite du groupe.
En 1971, Klaus Dinger et Michael Rother fondent Neu!, qui enregistre son premier album la même année. Neu! se sépare en 1975, après la sortie de l'album Neu! 75. Klaus Dinger, Thomas Dinger et Hans Lampe fondent alors La Düsseldorf, qui publie plusieurs albums à succès (plus d'un million de ventes cumulées) : La Düsseldorf, Viva, et Individuellos.
Le label japonais Captain Trip Records signe avec lui en 1994, et il fonde La! Neu? (en) où il invite plusieurs musiciens, jeunes pour la plupart. Le groupe cesse toute activité en 2001.
Il meurt le 21 mars 2008 à Düsseldorf, à l'âge de 61 ans.